# Palais Eynard
Pour les articles homonymes, voir Eynard.
Le palais Anna et Jean-Gabriel Eynard est un bâtiment de style néo-classique situé à Genève (Suisse). Bâti entre 1817 et 1821, il abrite les bureaux du conseil administratif de Genève ainsi que ceux de certains services de l'administration municipale, dont les archives de la ville.
Le palais est construit à l'extérieur des anciens murs d'enceinte de la vieille-ville, face au parc des Bastions, sur l'emplacement du bastion Bourgeois.

## Histoire

### Construction

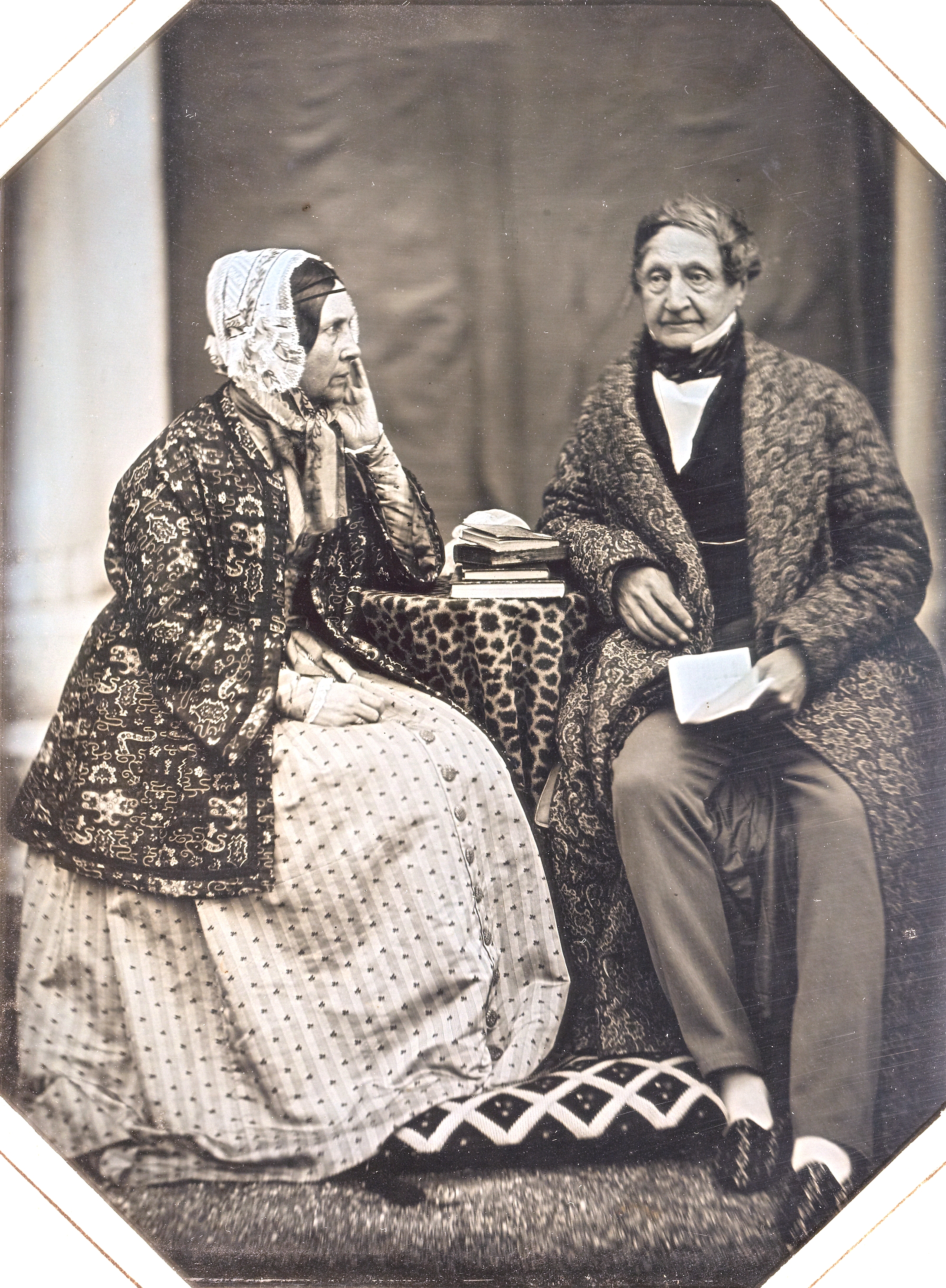
Photo du couple Eynard à l'origine de la construction.

La construction du palais est planifiée dès 1816 par le financier et philhellène Jean-Gabriel Eynard, qui revient alors à Genève après avoir fait fortune en Italie, et son épouse Anna Lullin de Châteauvieux issue de l'une des plus vieilles familles patriciennes de la cité. Mais l'idée de bâtir un palais au sein d'une ville encore fortifiée se heurte à une limite en termes de terrain disponible.

Eynard doit donc négocier avec les autorités afin d'acquérir un espace à la limite des anciennes fortifications, zone pourtant soumise à des servitudes militaires. Le 26 février 1817, il écrit aux autorités : 
« Je me propose, très honorés seigneurs, de bâtir une maison, à mon usage [...] si j'obtenais de vous, à prix d'argent, la propriété du terrain nécessaire à l'édifice, et à un jardin attenant [...] L'emplacement que je demande a toujours été abandonné même dans les tems où les bastions étoient une promenade publique [...] L'acquisition que feroit la Ville elle-même en comptant dans son enceinte un beau bâtiment de plus n'est pas une considération dénuée de tout intérêt. J'offre à l'État, pour prix du terrain sur le plan, vingt cinq mille florins de Genève, sous la condition que cinq mille seront employés aux réparations tendantes à assainir le local ; les vingt autres mille pourroient faire face à une partie de la dépense qu'occasionneront les travaux entrepris aux bastions... »

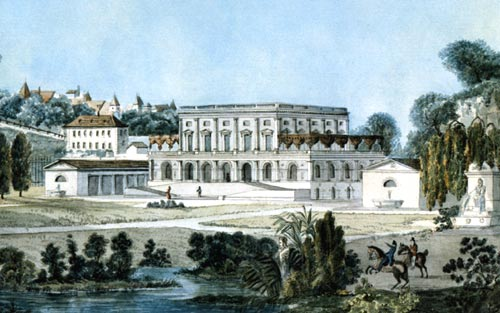
Gravure du palais réalisée par Giovanni Salucci.

Le 10 mars déjà, il reçoit un préavis favorable et, aussitôt, divers dessins sont élaborés par Anna Eynard et les architectes Jean-Pierre Moll, Jean-Victor Noblet et Samuel Vaucher. Pour parvenir à une synthèse, le couple s'adresse à Giovanni Salucci, originaire de Florence, qui contribue grandement à donner au bâtiment sa forme définitive. Alors que le chantier est lancé en juillet 1817, Jean- Gabriel Eynard se voit vite contraint de s'absenter de Genève pour ses affaires. En 1818, il confie la surveillance du chantier lors de ses absences à l'ingénieur cantonal et maître d'œuvre de l'ouvrage, Guillaume Henri Dufour, futur général de l'Armée suisse. Après avoir fait face à une grève des ouvriers et augmenter leurs salaires, Dufour rapporte à la fin du mois de décembre : 
« Un architecte italien est venu voir votre maison, non c'é male, m'a-t-il dit, ma le colonne non servono a niente>... »

### Du privé au public
Inauguré le 7 avril 1821, le palais voit s'installer la famille Eynard en décembre de la même année. En 1823, Eynard passe commande  au sculpteur Lorenzo Bartolini de cinq statues pour son nouveau palais ; à savoir : un portrait en pied de l'épouse du financier, Anna Lullin de Châteauvieux, deux versions d'œuvres de Bartolini en cours d'exécution, la Nymphe de l'Arno et la Charité éducatrice, ainsi que deux copies de statues antiques, le Tireur d'épine du Capitole  à Rome et la Vénus accroupie des Offices à Florence. Certaines ne seront livrées qu'avec des années de retard. Toutefois, ce n'est qu'en 1830 que la décoration intérieure est complètement achevée. Par ailleurs, le toit en terrasse doit être remplacé par un toit à faible pente couvert d'ardoises — en raison des infiltrations d'eau — et légèrement en retrait afin de ne pas être vu du sol.

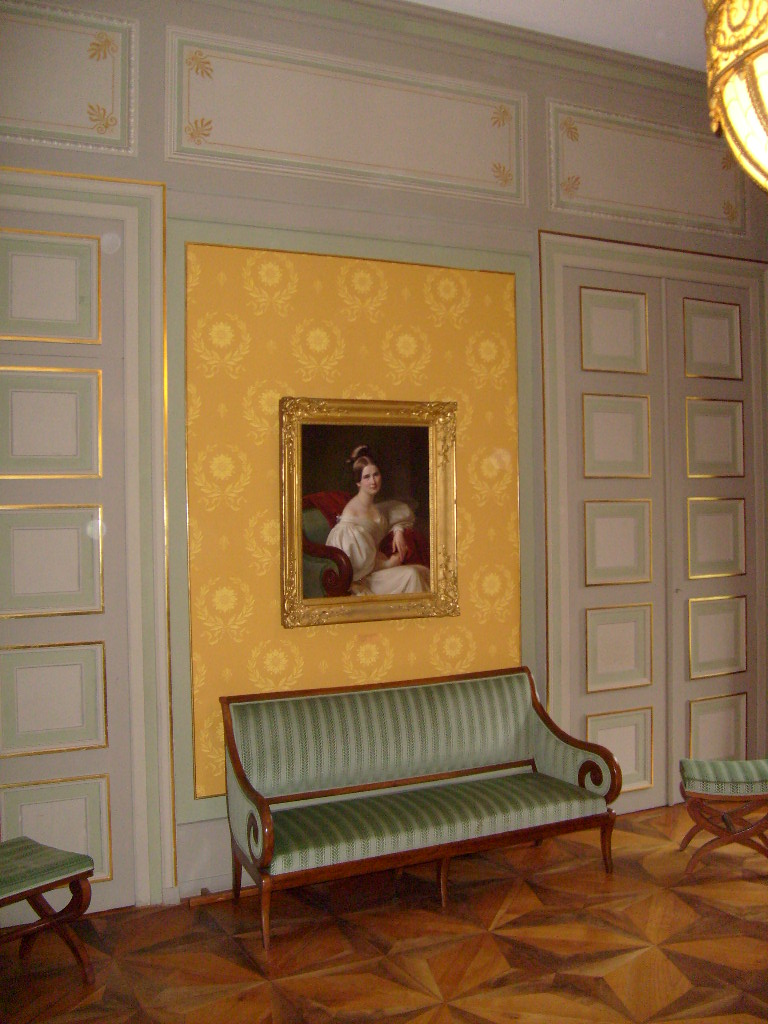
Premier salon de réception.

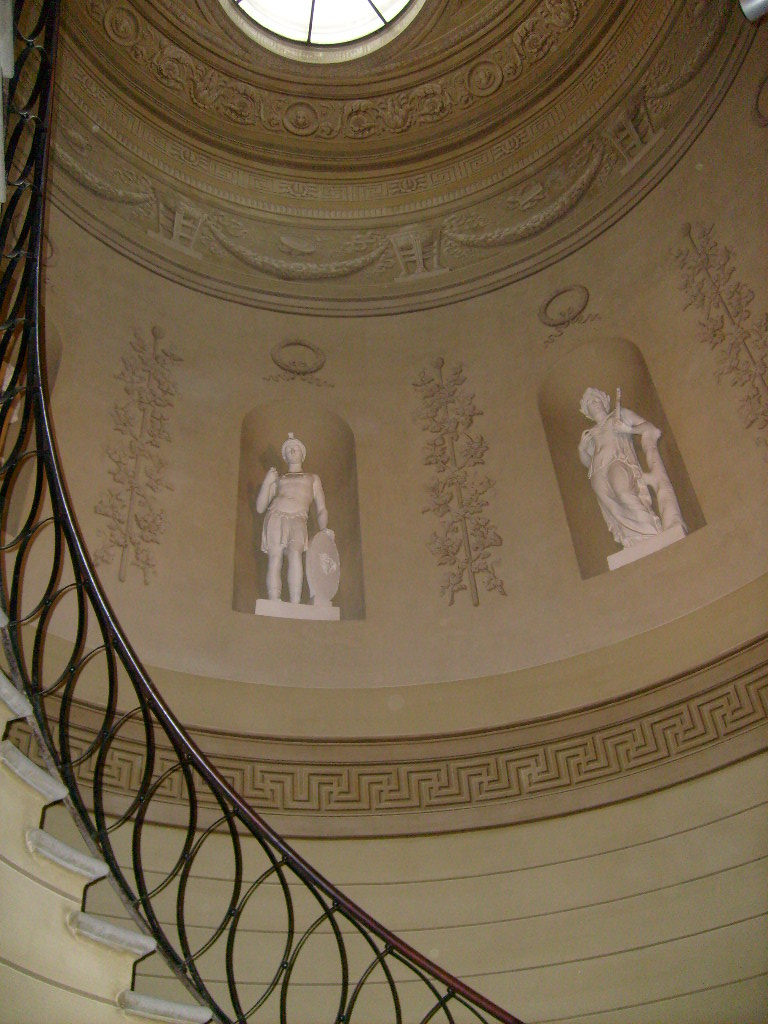
Puits du grand escalier.

La demeure reste propriété de la famille jusqu'en 1891, date à laquelle elle est rachetée par la ville de Genève avec 5 530 m2 de terrain pour le prix de 500 000 francs. Celle-ci envisage en effet de la transformer en musée des beaux-arts, idée néanmoins abandonnée en raison de sa petite taille, mais aussi d'agrandir le parc des Bastions jusqu'à la rue Saint-Léger, le jardin de la propriété occupant alors tout le haut du parc actuel. Dès lors, la bâtisse abrite successivement des classes de dessin et une annexe du Musée d'histoire naturelle — installé dans une aile de l'université voisine — et accueille également expositions, réunions internationales et diverses manifestations.

### Hôtel municipal
Classé monument historique en 1921, il fait l'objet d'importants travaux entre 1981 et 1986 où il est entièrement réhabilité par François Bouvier pour être transformé en « Hôtel municipal » en remplacement de l'immeuble Butini-De la Rive situé en vieille-ville, à la Rue de l'Hôtel-de-Ville 5, et qui avait été acheté en 1874. En 1985, les secrétariats du Conseil administratif et du Conseil municipal y emménagent tout comme les archives municipales qui prennent place dans l'aile Saint-Léger destinée à l'origine aux écuries.
En 2007, des appareils à ultrasons baptisés Mosquito dont les fréquences aiguës provoquent des douleurs aux oreilles des adolescents, sont placés autour du palais par les fonctionnaires de la ville pour empêcher les jeunes de s'en approcher. Les émetteurs sont retirés sur demande du Conseil administratif, le 9 mai 2007, jour même où leur présence est révélée au public.
Le 30 septembre 2020, le Conseil administratif de la Ville de Genève décide de modifier le nom du palais pour rendre hommage à l'influence architecturale et artistique d’Anna Eynard-Lullin. Il s'appelle dès lors « palais Anna et Jean-Gabriel Eynard ».

## Architecture

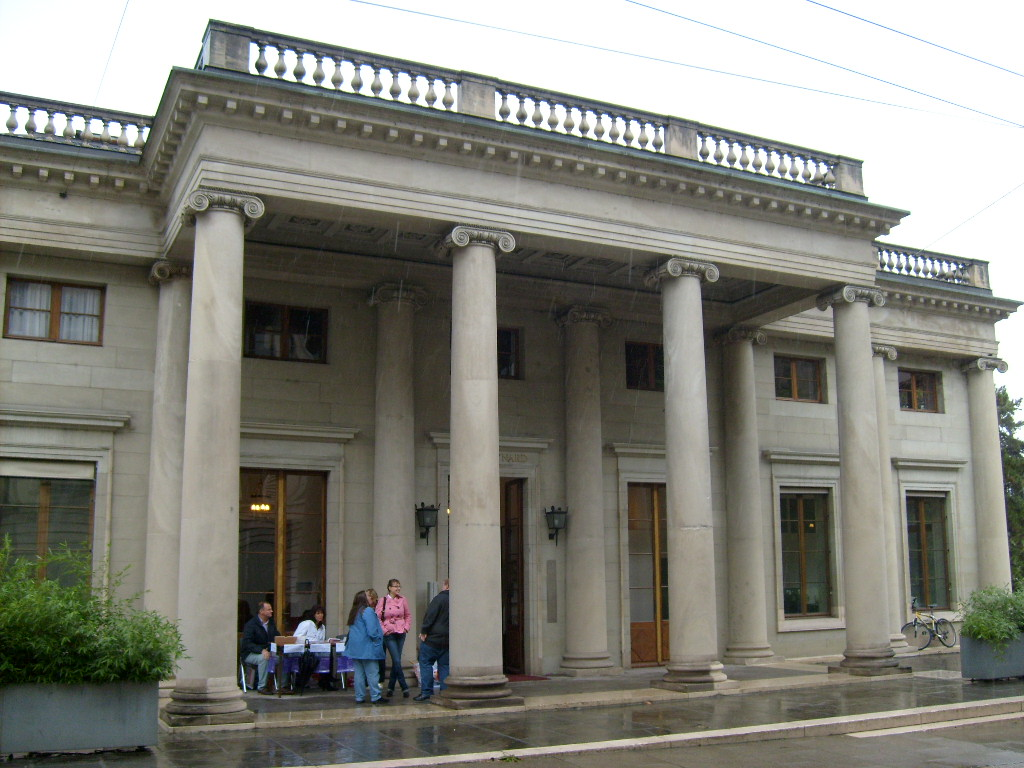
Façade du palais Eynard sur la rue de la Croix-Rouge.

Figurant parmi les plus somptueuses constructions privées de Genève, le palais est caractérisé par une architecture « savante, internationale et monumentale », en marge des réalisations de son époque. L'originalité du palais Eynard tient aux contraintes du site : un ancien terrain vague et marécageux hors des murs d'enceinte de la ville, l'édifice s'adossant à un rempart du XVIe siècle. Le palais enjambe la muraille fortifiée utilisée pour former deux ailes latérales surmontées de terrasses, l'une contenant à l'époque les écuries, l'autre ouverte en loggia qui abrite désormais un buste de Jean-Gabriel Eynard en hommage à son engagement philhellène durant la guerre d'indépendance grecque.
La façade monumentale ouverte sur le parc, avec ses huit colonnes ioniques, est de style néo-palladien très en vogue en Angleterre à l'époque de sa construction. Trois portes-fenêtres s'ouvrent sur une terrasse menant aux jardins par une double rampe d'escalier ornée de lions en marbre gris de Saint-Triphon. L'étage à colonnade et l'espace d'habitation en attique se terminent en un toit à balustrade. Au contraire de la grande façade, celle ouverte sur la rue de la Croix-Rouge est bâtie dans un style français proche de Claude-Nicolas Ledoux, ressemblant ainsi à un petit pavillon. La demeure était dotée du premier type de chauffage central sous la forme d'un calorifère.

## Décoration

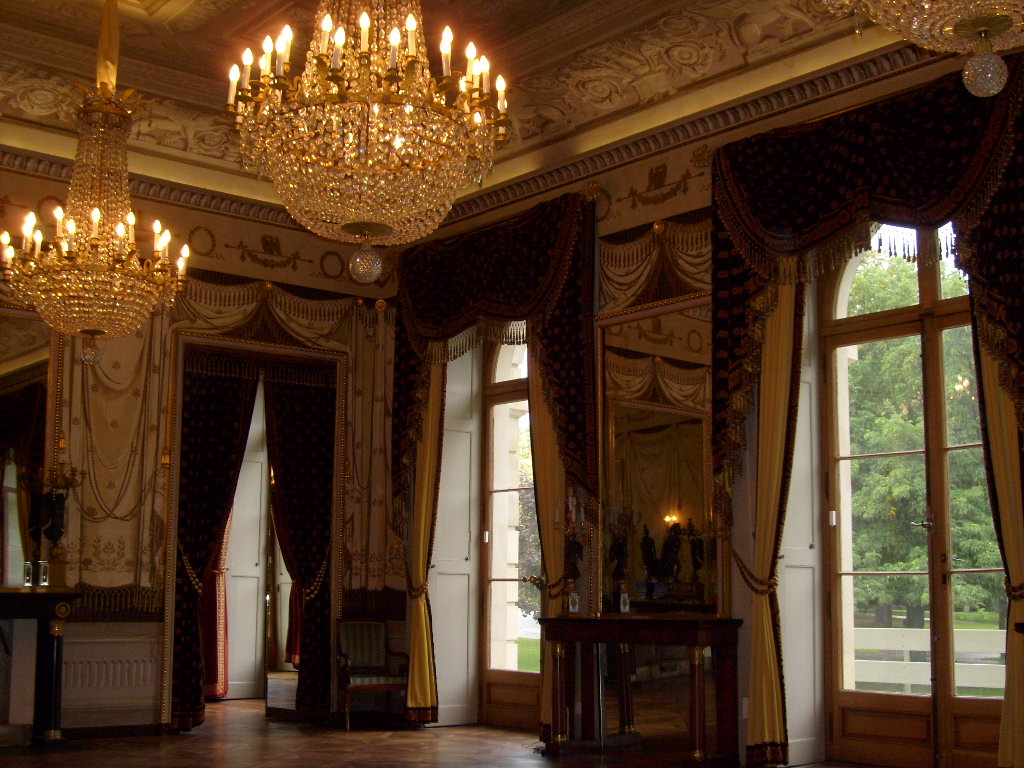
Vue du grand salon ouvert sur la terrasse.

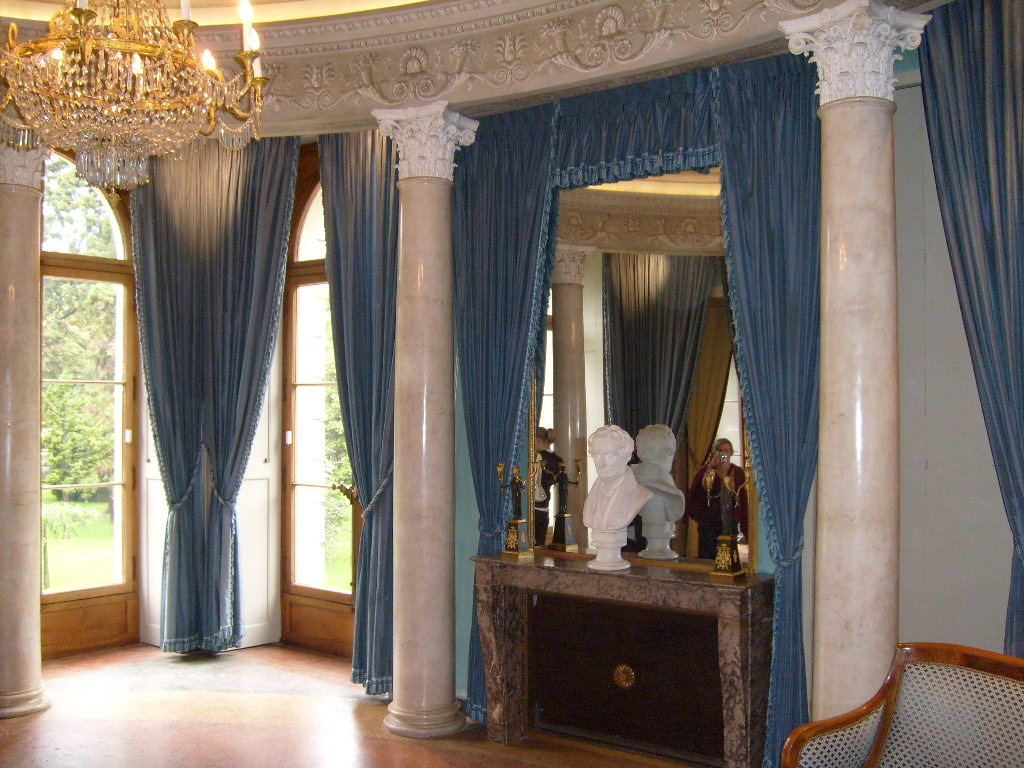
Vue du salon bleu et ses colonnes.

L'étage noble étant placé dans le socle en bossage, les invités y descendent depuis l'entrée principale située sur la rue par un escalier monumental bénéficiant d'un puits de lumière au décor peint et muni de niches pourvues de cinq statues de divinités antiques parmi lesquelles Mercure, Asclépios et Bacchus.
Il conduit aux trois salons d'apparat dont deux en enfilade qui possèdent des décors peints en trompe-l'œil réalisés par les peintres et stuctateurs toscans Spampani et Soldaini alors que les plafonds des étages sont peints par Trifoglio et Trolli. Chaque salon a conservé ses parquets d'époque composés à partir d'essences de bois multiples. Le premier d'entre eux a été aménagé à l'emplacement original d'un petit théâtre. Le petit salon bleu présente pour sa part une colonnade encadrant une petite coupole.